# Karl XII (film, 1974)
Karl XII är en svensk TV-film från 1974, i regi och skriven av Keve Hjelm och baserad på August Strindberg pjäs Karl XII från 1901. Precis som i pjäsen berättar filmen om kung Karl XII i slutskedet av hans liv.
Filmen visades på TV1 den 1 april 1974.

## Rollista
- Jarl Kulle – Karl XII
- Anita Björk – Ulrika Eleonora
- Ulla Sjöblom –  Katarina Leczinska
- Britta Möllerström – Emerentia Polhem
- Lennart Lindberg – Carl Gyllenborg
- Erik Hell – Arvid Horn
- Tore Lindwall – Casten Feif
- Bertil Anderberg – Georg Heinrich von Görtz
- Hans Wigren – Emanuel Swedenborg
- Nils Hallberg – Johan Hultman
- Nisse Ahlrot – Mannen
- Ulf Håkan Jansson – Adjutanten
- Teddy Rhodin – Professorn
- Leif Hedberg – Kustbevakaren
- Kjell Lilja – Missnöjd
- Gunnar Ekström – Riksrådet
- Åke Engfeldt – Adelsmannen
- Carl-Hugo Calander – Borgaren
- Bengt Brunskog – Prästen
- Gustaf Färingborg – Bonden
- Olof Bergström – Melchior Neumann
- Per Mattsson – Bengt Wilhelm Carlberg